# Ribeirão Taguatinga
O Ribeirão Taguatinga é um ribeirão brasileiro que nasce na região administrativa de Taguatinga, no Distrito Federal, da confluência do Córrego Cortado e do Córrego Taguatinga nas proximidades do Parque Ecológico Saburo Onoyama Ele corre no sentido leste-oeste até se unir ao Córrego Gatumé, o Córrego do Meio, o Córrego da Lagoinha e o Córrego Guariroba para formar o Rio Melchior.
Faz parte da Área de Relevante Interesse Ecológico Parque Juscelino Kubitscheck.

## Bacia
Região: Centro-Oeste
Unidade federativa: Distrito Federal
Região administrativa: Taguatinga
Bacia: Sub-Bacia do Rio Melchior - Bacia do Rio Descoberto - Bacia do Rio Paraná
Bioma: Cerrado